# Державний банк Пакистану
Державний банк Пакистану (урду بینک دولت پاکستان, англ. State Bank of Pakistan) —— центральний банк Пакистану.

## Історія
В період Британської Індії функції центрального банку на території нинішнього Пакистану здійснював Резервний банк Індії. Індійська рупія до 1 липня 1948 року була законним платіжним засобом в Пакистані. З отриманням незалежності в 1947 році Уряд Пакистану ухвалив рішення про створення власного фінансового регулювальника, який повинен був здійснити перехід країни на нову валюту і сприяти створенню банківської системи. Для цього 12 травня 1948 року був ухвалений Закон про Державний банк Пакистану, а 1 липня 1948 року керівник держави Мухаммед Алі Джинна оголосив про початок роботи центрального банку. З моменту відкриття банк почав випуск пакистанської рупії. Купюри пакистанської рупії до листопада 1949 року (а монети до липня 1951 року) мали рівноцінне ходіння з індійською рупією.
При створенні банк був змішаною власністю: 51% статутного капіталу належав федеральному уряду, а частина, що залишилася, — приватному капіталу. Статутний капітал банку становив 30 млн рупій і був розділений на 300 тисяч повністю сплачених акцій з номінальною вартістю 1 тисяча рупій за акцію. 1 січня 1974 року центральний банк був націоналізований, його акції були викуплені у приватних акціонерів федеральним урядом.
У 1956 році в Закон про Державний банк були внесені зміни і з тих пір закон містить діючі і в 21 сторіччі основи діяльності Державного банку.

## Структура
Центральний офіс, або директорат Державного банку, знаходиться в Карачі. Банк має право створювати і відкривати свої філії, офіси і агентства на території Пакистану або, з попереднього дозволу федерального уряду, за межами Пакистану. Державний банк має вісім офісів, що діють під загальним керівництвом і контролем центрального директорату. У тих регіонах і містах, де Державний банк не має в своєму розпорядженні власних офісів, він призначає Національний банк Пакистану виступати як агента для виконання своїх функцій.
Свою діяльність Державний банк здійснює за зразком Банку Англії безпосередньо через два окремі підрозділи: департаменту емісії і департаменту банківської діяльності. Департамент емісії займається питаннями випуску в звернення грошових знаків, департамент банківської діяльності здійснює загальний контроль за діяльністю банків..

### Центральна рада директорів
Загальний контроль і управління справами і діяльністю банку здійснює Центральна рада директорів, яка складається з керівника, одного або декількох заступників керівника і семи директорів, що призначаються федеральним урядом. Директорами не можуть бути члени федерального або провінційного органу законодавчої влади, чиновники уряду, директори, співробітники або службовці якого-небудь банку. Директори займають свої посади лише з відома федерального уряду. Засідання Центральної ради директорів проводяться, принаймні, шість раз на рік, але не менше одного разу в квартал.
Виконавчі функції по керівництву Державним банком Пакистану здійснює керівник. Від імені Центральної ради директорів він контролює і управляє справами банку. У його повноваження входить повне керівництво і здійснення контролю за поточною діяльністю банку. При цьому він має право здійснювати повноваження, які прямо не вказані в Законі про Державний банк або інші нормативні акти, видані у виконання закону, і які здійснюються Центральною радою директорів. Керівник призначається на термін не більше 5 років федеральним урядом, який визначає умови і розмір його платні. Цей термін, проте, може бути продовжений на 5 років за рішенням федерального уряду. Після свого призначення розмір платні керівника і умови його роботи не можуть бути переглянуті в гіршу сторону.
Керівник головує на всіх засіданнях Центральної ради директорів. При здійсненні керівником своїх функцій йому допомагають один або декілька заступників, які також призначаються федеральним урядом на термін не більше 5 років. Умови їх роботи також не можуть бути погіршені після їх призначення. У відсутність керівника його заступник володіє тими ж повноваженнями, що і керівник, включаючи головування на засіданнях Центральної ради директорів. У разі, коли число заступників керівника більше за одного, повноваження керівника (за відсутності останнього) передаються самому старшому за віком заступникові.
При необхідності федеральний уряд може зажадати від керівника або будь-якого його заступника обійняти іншу посаду. Що в цьому випадку управляє, або його заступник отримує дозвіл на звільнення від виконання своїх функцій. Період такого звільнення не враховується при визначенні терміну заняття керівником або його заступником своїх посад. На додаток до обмежень, що поширюються на осіб, які не можуть обіймати посаду директора Центральної ради директорів, керівником і заступником керівника також не можуть бути особи, що одержують заробітну плату в комерційних організаціях, а також особи, що є акціонерами в якому-небудь банку або фінансовому концерні.

### Координаційна рада
Число вищих посадових осіб Державного банку збільшилося в 1965 році, коли була створена координаційна рада банку. Поява нового виконавського органу банку багато в чому була викликана необхідністю поліпшити координацію в роботі банку, оскільки в його організаційній структурі була відсутня середня ланка, яка могла б одночасно контролювати виконання вирішень Центральної ради директорів і керівника і представляти вищим посадовим особам банку свої рекомендації по питаннях його політики і поточної діяльності. Координаційна рада стала одним з найвищих органів банку, що визначає його політику на виконавчому рівні. Координаційна рада складається із заступника керівника, що діє як голова ради, і виконавчих директорів, які за своїм статусом прирівняні до заступників банку, що управляє. Через специфіку своїх завдань засідання координаційної ради проводяться набагато частіше, ніж засідання Центральної ради директорів.

### Список керівників
- Zahid Hussain, 10 червня 1948 — 19 липня 1953
- Abdul Qadir, 20 липня 1953 — 19 липня 1960
- S.A.Hasnie, 20 липня 1960 — 19 липня 1967
- Mahbubur Raschid, 20 липня 1967 — 01 липня 1971
- S.U Durrani, 01 липня 1971 — 22 грудня 1971
- Ghulam Ishak Khan, 22 грудня 1971 — 30 листопада 1975
- S. Osman Ali, 01 грудня 1975 — 01 липня 1978
- A.G.N. Kazi, 15 липня 1978 — 09 липня 1986
- V.A. Jafarey, 10 липня 1986 — 16 серпня 1988
- I.A. Hanfi, 17 серпня 1988 — 02 вересня 1989
- Kassim Parekh, 05 вересня 1989 — 30 серпня 1990
- I.A. Hanfi, 01 вересня 1990 — 30 червня 1993
- Muhammad Yaqub, 25 липня 1993 — 05 листопада 1999
- Ishrat Husain, 02 грудня 1999 — 01 грудня 2005
- Shamshad Akhtar, 02 січня 2006 — 01 січня 2009
- Syed Salim Raza, 02 січня 2009 — 02 червня 2010
- Shahid Hafiz Kardar, 9 вересня 2010 — 18 липня 2011
- Yaseen Anwar, 20 жовтня 2011 — 31 січня 2014[9]